# Torneo de Reserva 1987-88
El Torneo de Reserva 1987-88 fue la cuadragésimo séptima edición del certamen organizado por la Asociación del Fútbol Argentino.
Participaron un total de 17 equipos, todos participantes de la Primera División 1987-88.
El certamen consagró campeón por primera vez en su historia a Argentinos Juniors.

## Equipos
De los 20 equipos, participaron 17 en esta edición ya que Talleres de Córdoba, Instituto de Córdoba y Racing de Córdoba desistieron:
| Equipo                      | Ciudad        |
| --------------------------- | ------------- |
| Argentinos Juniors          | Buenos Aires  |
| Armenio                     | Buenos Aires  |
| Banfield                    | Banfield      |
| Boca Juniors                | Buenos Aires  |
| Español                     | Buenos Aires  |
| Estudiantes de La Plata     | La Plata      |
| Ferro Carril Oeste          | Buenos Aires  |
| Gimnasia y Esgrima La Plata | La Plata      |
| Independiente               | Avellaneda    |
| Newell's Old Boys           | Rosario       |
| Platense                    | Vicente López |
| Racing                      | Avellaneda    |
| River Plate                 | Buenos Aires  |
| Rosario Central             | Rosario       |
| San Lorenzo de Almagro      | Buenos Aires  |
| Unión                       | Santa Fe      |
| Vélez Sarsfield             | Buenos Aires  |

### Distribución geográfica de los equipos
| Región                 | Cant. | Equipos |
| ---------------------- | ----- | --- |
| Ciudad de Buenos Aires | 8     | Argentinos Juniors, Armenio, Boca Juniors, Español, Ferro Carril Oeste, River Plate, San Lorenzo de Almagro y Vélez Sarsfield |
| Conurbano bonaerense   | 4     | Banfield, Independiente, Platense y Racing                                                                                    |
| Provincia de Santa Fe  | 3     | Newell's Old Boys, Rosario Central y Unión                                                                                    |
| Ciudad de La Plata     | 2     | Estudiantes de La Plata y Gimnasia y Esgrima La Plata                                                                         |

## Sistema de disputa
Se llevó a cabo en dos ruedas, por el sistema de todos contra todos, invirtiendo la localía. La tabla final de posiciones del torneo se estableció por acumulación de puntos. El ganador se consagró campeón. 

## Tabla de posiciones
| Pos. | Equipo                      | Pts. | J  | DG  | GF |
| ---- | --------------------------- | ---- | -- | --- | -- |
| 1.°  | Argentinos Juniors          | 44   | 32 | 35  | 61 |
| 2.°  | Newell's Old Boys           | 41   | 32 | 33  | 70 |
| 3.°  | Vélez Sarsfield             | 41   | 32 | 23  | 64 |
| 4.°  | Rosario Central             | 41   | 32 | 19  | 47 |
| 5.°  | Ferro Carril Oeste          | 41   | 32 | 14  | 36 |
| 6.°  | Gimnasia y Esgrima La Plata | 40   | 32 | 23  | 56 |
| 7.°  | River Plate                 | 36   | 32 | 21  | 53 |
| 8.°  | Banfield                    | 35   | 32 | -6  | 44 |
| 9.°  | Independiente               | 34   | 32 | 7   | 52 |
| 10.° | Racing                      | 32   | 32 | 8   | 50 |
| 11.° | Dep. Español                | 28   | 32 | -11 | 42 |
| 12.° | Estudiantes de La Plata     | 26   | 32 | -16 | 32 |
| 13.° | Boca Juniors                | 24   | 32 | -19 | 54 |
| 14.° | Unión                       | 21   | 32 | -13 | 34 |
| 15.° | Platense                    | 21   | 32 | -23 | 33 |
| 16.° | San Lorenzo de Almagro      | 18   | 32 | -24 | 38 |
| 17.° | Armenio                     | 9    | 32 | -71 | 23 |

|  | Campeón. |

|                                        |
|                                        |
| Campeón Argentinos Juniors 1.er título |